# Jeļena Ostapenko
Jeļena „Aļona” Ostapenko (n. 8 iunie 1997, Riga, Letonia) este o jucătoare de tenis din Letonia. Cea mai înaltă poziție în clasamentul WTA la simplu este locul 5 mondial în martie 2018, iar la dublu locul 5 mondial, în octombrie 2024.
Ostapenko a câștigat titlul de simplu la French Open 2017, devenind prima jucătoare din Letonia care a câștigat un turneu de simplu de Grand Slam și prima jucătoare care a câștigat Openul Francez  fără să fie cap de serie din 1933. Pe lângă cariera ei la simplu, ea a jucat ca membră a echipei Letoniei de Fed Cup. Ostapenko a câștigat nouă titluri de simplu și unsprezece de dublu pe circuitul WTA. A câștigat, de asemenea, proba de simplu pentru juniori la Campionatele de la Wimbledon din 2014. Ostapenko este cunoscută pentru stilul ei de joc extrem de agresiv.

## Finale WTA
Jelena a jucat prima finală WTA în 2015 la un turneu din Quebec, pierzând la Anika Beck cu scorul de 2-6 2-6. 
În 2016, pierde la Carla Suarez Navarro în ultimul act de la Qatar Open în trei seturi: 1-6 6-4 4-6.
În 2017, cedează în fața Dariei Kasatkina la Charleston scor 3-6 1-6.
În iunie 2017, câștigă finala de la Roland Garros împotriva Simonei Halep, în trei seturi: 4-6, 6-4, 6-3.

## Turneu de grand slam la junioare
Ostapenko a câștigat în 2014 turneul de junioare de la Wimbledon, o performanță care promite mult în viitor.

## Echipament
Apare echipată cu Adidas, de câteva ori folosind Nike.

## Top 10 victorii
- Carla Suarez Navarro (2015, Wimbledon, prima rundă) - 6-3 6-0.
- Petra Kvitova (2016, Qatar Open, a treia rundă) - 5-7 6-2 6-1.

## Primul titlu WTA - French Open
Jelena a câștigat turneul de Grand Slam de la Roland Garros, învingând-o în finală pe Simona Halep cu scorul de 4-6 6-4 6-3. Astfel, și-a asigurat o urcare de 25 de poziții în clasamentul WTA, devenind numărul 12 mondial. Este cea mai tânără jucătoare care a câștigat un grand slam de la 1981 încoace.

## Legături externe
- Jeļena Ostapenko la Women's Tennis Association
- Jeļena Ostapenko la International Tennis Federation
- Jeļena Ostapenko pe site-ul Fed Cup
- Ultimele știri din presa românească despre „Ostapenko” la Newskeeper
- Tenis: Simona Halep, învinsă de Jelena Ostapenko în finala turneului de la Roland Garros Arhivat în 23 iunie 2017, la Wayback Machine., 10 iunie 2017, agerpres.ro
- en Jeļena Ostapenko la Olympedia.org